# Xenillus multisetosus
Xenillus multisetosus är en kvalsterart som beskrevs av Choi 1996. Xenillus multisetosus ingår i släktet Xenillus och familjen Xenillidae. Inga underarter finns listade i Catalogue of Life.